# داني روتشا دوس سانتوس
داني روتشا دوس سانتوس (21 أغسطس 1982 في ريو دي جانيرو في البرازيل – )؛ هو لاعب كرة قدم كان يلعب كلاعب وسط.

## وصلات خارجية
- داني روتشا دوس سانتوس على موقع رابطة كرة القدم اليابانية للمحترفين (اليابانية)
- داني روتشا دوس سانتوس على موقع قاعدة بيانات كرة القدم.إي يو (الإنجليزية)
- داني روتشا دوس سانتوس على موقع Soccerway.com (الإنجليزية)
- داني روتشا دوس سانتوس على موقع عالم كرة القدم.نت (الإنجليزية)